# جون ديني (جندي)
جون ديني (بالإنجليزية: John Denny)‏ هو جندي أمريكي، ولد في 1846 في Big Flats, New York ‏ في الولايات المتحدة، وتوفي في 26 نوفمبر 1901.